# Flagellanapis voigti
Flagellanapis
Genre
Espèce
Flagellanapis voigti, unique représentant du genre Flagellanapis, est une espèce fossile d'araignées aranéomorphes de la famille des Anapidae.

## Distribution
Cette espèce a été découverte dans de l'ambre de la mer Baltique et de Bitterfeld en Saxe-Anhalt en Allemagne. Elle date du Paléogène.

## Publication originale
- (en) Jörg Wunderlich, The fossil spiders of the family Anapidae s. l. (Aeaneae in Baltic, Dominican and Mexican amber and their extant relatives, with the description of a new subfamily Comarominae. Beiträge zur Araneologie, vol. 3, p. 1020–1111, 2004.